# Mimechthistatus yamahoi
Mimechthistatus yamahoi is een keversoort uit de familie boktorren (Cerambycidae). De wetenschappelijke naam van de soort is voor het eerst geldig gepubliceerd in 1943 door Mit..